# Plateau du Coyan
Ne doit pas être confondu avec le plateau du Coiron situé en Ardèche.
Le plateau du Coyan est un petit plateau basaltique français qui s'étend entre la vallée de la Jordanne et celle de la Cère sur les communes de Lascelle et de Vic-sur-Cère dans le département du Cantal. Il fait partie des contreforts des monts du Cantal.
Un projet de construction d'une première tranche de neuf éoliennes de 148 mètres de haut par la société à actions simplifiée (sas) de production d'électricité « Parc Éolien de Salvaque » créée à La Défense le 4 février 2009 a eu ses demandes de permis de construire refusés par arrêt préfectoral en 2015, puis ses requêtes en annulation devant le tribunal administratif et la cour administrative d'appel rejetés en 2017 et 2020.

## Toponymie

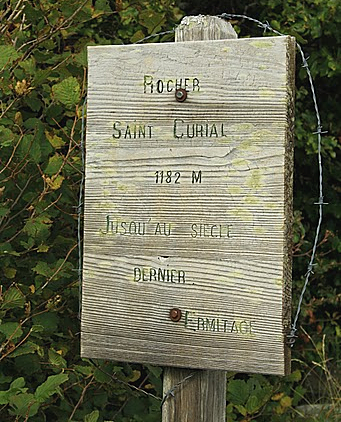
Site de Saint-Curial.

Les principaux toponymes sont ceux des villages autrefois habités, comme Fraysse-Haut et Murat-Lagasse (ancien fief), la tour de Faliès qui surplombe Velzic, la Garde qui pourrait avoir donné son nom à une ancienne famille des coseigneurs de Vic.
Au sud-est on trouve l'ermitage de Saint-Curiat. Ce nom a comme forme ancienne Sancti Curiassi (en 1274), qui pourrait venir de saint Cyriaque, anachorète de Palestine mort en 556, à moins que ce ne soit Guiral, forme dialectale de Géraud que l'on retrouve dans le nom du ruisseau de l'Iraliot (anciennement Guiralhot) qui prend sa source à côté. Saint Géraud, dont le domaine allait de Giou au puy Griou, s'y serait arrêté, et l'ermitage servait de paroisse aux bergers des montagnes jusqu'au puy Griou, de la même manière que la chapelle du Cantal servait de paroisse estivale au bergers des hautes terres descendant le Plomb du Cantal de l'autre côté de la vallée.
Les autres toponymes sont ceux de burons ou de vacheries ; ils sont la réplique des domaines de vallées au lieu où ils ont leurs pâturages d'estive : montagne de Fabrègues, montagne de Clavières, montagne de Lalaubie, de La Cavade (à Polminhac), de Foulan (à Ytrac), de Soulages, du Martinet (à Saint-Simon).

## Géographie

### Topographie
Son altitude s'étage entre 1 200 et 1 263 mètres d'altitude.

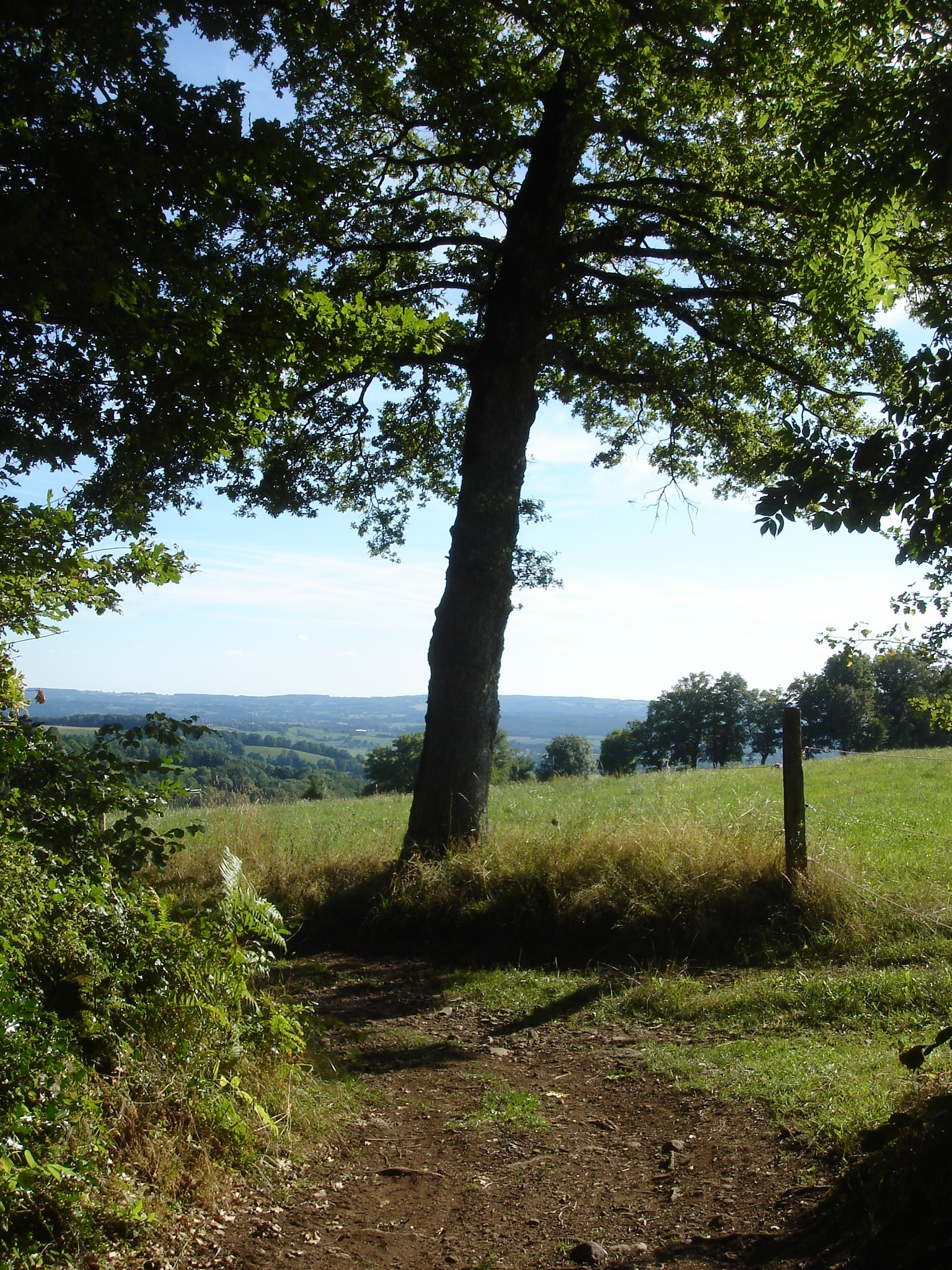
Chemin de crête.

Le plateau est accessible, depuis Aurillac par un chemin de crête rectiligne, dit route pastorale du Croizet, qui part du Buis, longe l'ancienne croix de sauveté du Croizet, traverse successivement les montagnes du château de Madic (865 mètres), de Mazeirac, du Peintre (892 mètres), puis devient la route de Saint-Simon à Giou jusqu'au village de Boussac (993 mètres) qu'il traverse, puis longe le bord nord-ouest du plateau sur les montagnes du château de Clavières, et atteint le domaine de Falhiès et sa tour. De là, on peut atteindre Auzolles, puis redescendre dans la vallée de la Jordanne jusqu'à Velzic.
Au nord, il se termine par le col de Berganty 1 184 mètres d'altitude où un chemin de crête permet de traverser une forêt de hêtres, le bois de Bancarel, qui donne accès par le col d'Aisses (1 129 mètres) au puy Griou (1 690 mètres).
Au-dessus de Vic-sur-Cère, le plateau se termine par un replat et un éperon où se trouve à 1 160 mètres d'altitude l'ermitage de Saint-Curiat et où le ruisseau de l'Iraliot prend sa source, avant d'emprunter le vallon où il forme la cascade de la Conche, puis de débouche sur le bourg de Vic qu'il traverse pour rejoindre la Cère.
Sa partie sud est séparée en deux par le ruisseau de Costes qui prend sa source en plein milieu à 1 225 mètres d'altitude et rejoint la Cère après avoir traversé Polminhac. D'autres ruisseaux y prennent leur source : ceux d'Auzolles, et des Combes qui descendent vers la Jordanne, et ceux de l'Iraliot et de Salihes vers la  Cère. Le ruisseau de Mamou y prend sa source à 1 118 mètres d'altitude, près de Falhiès, traverse le village de Boussac, longe Mamou, et partage le contrefort du plateau en deux jusqu'à Arpajon où il se jette aussi dans la Cère.

### Géologie
Sa géologie, qui se résume à une calotte continue de basalte supracantalien au-dessus d'un dépôt d'avalanche de débris, a été étudiée par Jean-Baptiste Rames. C'est le même basalte que, de l'autre côté de la vallée de la Cère, le plateau de Vernet depuis Badailhac jusqu'au rocher des Pendus.

### Faune

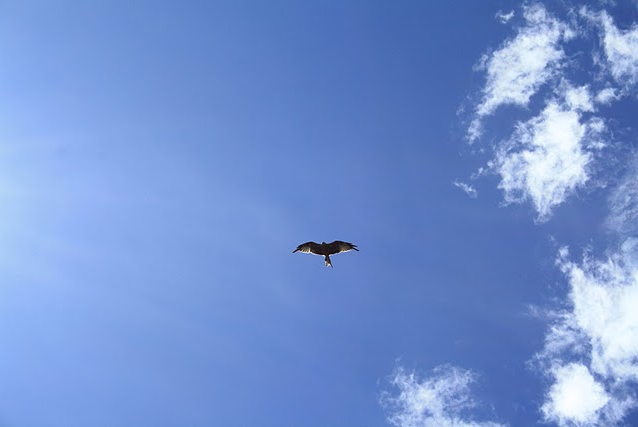
Faucon pèlerin.

Le bois de Bancarel permet d'observer des cerfs et des chevreuils. Plusieurs espèces de rapaces survolent le plateau: faucon pèlerin, buses. On peut aussi voir des chamois, au bord de la falaise au-dessus de La Salihes, près du col d'Aisse.
Le plateau était autrefois peuplé par les loups dont le dernier clan a disparu au début du XXe siècle : « Il n'y avait pas plus d'une dizaine d'années (vers 1950) qu'on abandonne les vaches ainsi le soir, jusqu'à l'heure de clore. Auparavant, il fallait les garder la nuit avec plus de vigilance que le jour. Nos forêts étaient pleines de loups. Dès le crépuscule, on les entendait hurler au loin, s'appeler, se répondre, et ils ne tardaient pas à venir rôder autour de la vacherie. Averties par l'instinct, les vaches commençaient à s'ébrouer comme des chevaux pris de peur, puis dès qu'elles les apercevaient, poussaient un âpre brame d'alerte au signal duquel elle se rassemblaient toutes. Alors, le troupeau serré, compact, fort de son nombre, fonçait impétueusement sur les loups, les cornes en avant, et c'était jusqu'à la lisière du bois une poursuite farouche, un bruit assourdissant de beuglements sauvages, de sonnailles violemment agitées, de naseaux soufflant, une ruée tumultueuse dans la nuit. Dès qu'il avait perdu de vue les fauves, le troupeau rebroussait chemin, les mères alarmées se hâtaient vers le parc, pour retrouver leurs veaux. C'était le moment que choisissaient les loups pour saisir la proie. Plus prompts que des éperviers, ils revenaient sur leurs pas et sautaient sur la gorge de la dernière bête, sans que le troupeau, qui entendait des cris, ne revienne à la charge ».
Certains hivers, leurs hurlements, au lieu-dit Canteloup, s'entendaient depuis Vic-sur-Cère, le soir après le souper. Le loup était ainsi devenu un personnage central dans les contes de La veillée d'Auvergne, et plus généralement dans l'imaginaire des Auvergnats. Dans sa Chronique des loups, Alexandre Vialatte nous explique pourquoi : « Sans le loup, pas de froid de loup, sans froid de loup pas d'hiver. Privée de loup, la petite exploitation rurale, réduite à quelques musaraignes dans un paysage désolé, serait sans aventure et sans vrai pittoresque. Les conteurs l'ont si bien compris qu'ils font du loup, par pure reconnaissance, un loup mythologique, une espèce de sur-loup qui fait peur au-dessus de ses moyens. Le loup en a d'ailleurs beaucoup, il est très excitant, il est couvert de grands poils dont on fait des descentes de lit ; tout rêche, hirsute, et mauvais comme la gale ; avec une mâchoire longue comme un jour sans pain, qui lui permet de mâcher des gens de diamètre considérable, des sous-préfets, des poètes enrichis, des charcutiers dans la force de l'âge, des escrocs respectés, des vendeuses de grand magasin, des anciens combattants. Il mange de tout. Une fois, en Dauphiné, tout un gendarme. En 1430, avec son cheval ».

## Histoire
À l'entrée du plateau du côté ouest en venant de Giou, dont le nom est antique (Jovis, Jovem), et en se dirigeant vers Saint-Simon, on traverse le hameau de L'Hôpital, qui est un ancien établissement de l'ordre de Saint-Jean de Jérusalem et qui est le départ du chemin de crête (D58) qui traverse le plateau par le milieu jusqu'au col de Berganty, puis le col d'Aisse, vers les Hautes-Terres des monts du Cantal. Ces hôpitaux étaient souvent placés sur les chemins de crête, voire sur des anciens oppida, comme celui de Saint-Jean-de-Dône. Ils accueillaient les voyageurs, tout particulièrement les pèlerins de Saint-Jacques de Compostelle arrivant de Saint-Jacques-des-Blats par les sentiers de hauteurs.
Dans un dénombrement où Astorg d'Aurillac[Lequel ?] énumère les biens de la seigneurie de La Bastide, on voit que c'était au XIIIe siècle une paroisse dont le nom était l'Hôpital de Pierrefitte. De fait, à 400 mètres du hameau, dans un pré à gauche de la route, se trouve un menhir d'environ 2,80 mètres de hauteur, surmonté d'une croix de fer forgé qui témoigne de sa christianisation. Ce monument, visible de loin, a été érigé il y a environ 4 000 ans par les populations de pasteurs. Dans les vallées voisines, des habitats préhistoriques attestent de la présence de populations de chasseurs depuis presque 10 000 ans. Les civilisations suivantes connaissaient l'agriculture et l'élevage, qu'ils pratiquaient sous la forme de semi-nomadisme qui s'est conservé jusqu'à nos jours avec les pâturages d'estive. Une hache de pierre polie qui a été trouvée à Giou se trouve au musée archéologique d'Aurillac avec d'autres découvertes. En effet, un tumulus du premier âge du fer à Mamou-Haut, qui a été fouillé en 1875 par Jean-Baptiste Rames, a livré deux bracelets en bronze, un silex et un fragment de bracelet en fer. Charles Raulhac signale en 1925 « un tumulus avec urnes cinéraires et poignard en cuivre ».
Depuis le Moyen Âge, et probablement depuis bien avant, les troupeaux des fermes de Saint-Simon et de Velzic y possèdent un buron où ils montent leur troupeau de vaches rouges en estive.
L'hiver, le plateau devient une solitude ouverte de neiges, battue par les vents, les tempêtes.
Le plateau du Coyan est resté mémorable par ses loups qu'on évoque dans les contes et les chansons des veillées.

## Projet de parc commercial d'éoliennes de 148 mètres de haut
La société à actions simplifiée (sas) de production d'électricité « Parc Éolien de Salvaque » a été créée à La Défense le 4 février 2009 pour construire une première tranche de 9 générateurs d'électricité éoliens de 148 mètres de haut qui a fait l'objet d'une vive contestation des populations dès qu'elle en a eu connaissance en 2012. Une fois les autorisations obtenues pour une première tranche, d'autres tranches sont lancées. Les travaux sont financés à 90% avec un emprunt.
Une association, Vent des crêtes, s'est constituée pour informer sur les inconvénients de cette installation qui doit comporter neuf machines disposées en ligne sur la ligne de crête et de partage entre Velzic et Polminhac, couvrant une zone de 206 hectares à l'entrée du parc des Volcans d'Auvergne. Le 6 septembre 2013, le conseil municipal de Vic-sur-Cère a approuvé à l'unanimité une motion très défavorable au projet, Mme Catherine Giroux ayant refusé de participer au vote. En novembre 2014, le projet entre dans la phase d'enquête publique, le dossier sera donc consultable par le public dans les mairies de Velzic et Polminhac et chacun pourra adresser ses remarques au commissaire enquêteur du 12 novembre au 13 décembre 2014.
À la suite de l'enquête publique, le commissaire enquêteur a donné un avis défavorable à ce projet en janvier 2015. Par arrêté du 6 juillet 2015, le Préfet du Cantal a pris la décision de ne pas accorder à la société « Parc éolien de Salvaque » l'autorisation de construire huit générateurs éoliens d'électricité sur les communes de Lascelle et de Velzic[réf. souhaitée].
La sas de production d'électricité « Parc Éolien de Salvaque » a d'abord fait un recours devant le Tribunal administratif de Clermont qui a été débouté, puis le 9 mai 2018 devant la Cour administrative d'appel de Lyon demandant l'annulation de la décision du Préfet du Cantal refusant la demande de permis de construire[réf. souhaitée].